# 芦鹀
芦鹀（学名：Emberiza schoeniclus）为鵐科鹀属的鸟类，俗名大山家雀儿、大苇容。分布于欧洲、勘察加半岛、日本、中亚、印度以及中国大陆的东北、甘肃、新疆、青海、河北、陕西、江苏、福建、广东等地，主要栖息于平原沼泽地和湖沼沿岸低地的草丛和灌丛以及也有在丘陵和山区。该物种的模式产地在瑞典。
現代大多數作者將鵐科與 雀 科 （Fringillidae） 分開。屬名 Emberiza 來自 古德語 Embritz，意指鵐。種名 schoeniclus 來自 古希臘文 skhoiniklos，一種現在已不明的水邊鳥類。
牠分布於整個歐洲及大部分 古北界 地區繁殖。大部分鳥類在冬季會向南遷徙，但在較溫和的南部和西部地區，牠們為留鳥。牠們常見於蘆葦叢，也會在較乾燥的開闊區域繁殖，如沼澤地和耕地。例如，牠們是 紫色沼澤草與燈心草牧場 的一部分，這是英國 生物多樣性行動計劃 的一種棲地。牠們通常出現在排水不良的中性和酸性土壤的低地和高地邊緣。

## 分類
蘆鵐在1758年由瑞典博物學家 卡爾·林奈 在他的《自然系統自然系統》第十版Fringilla schoeniclus 中根據 二名法 的方式描述為 Fringilla schoeniclus。 現在此鵐屬於林奈在同一版《自然系統》Systema Naturae 中引入的 鵐屬（Emberiza）。 種小名 schoeniclus  來自 古希臘文 的 skhoiniklos，希臘作家用這個詞來指一種未確認的鳥類。 林奈當時將 模式產地 指定為歐洲，但現在被限制為瑞典。 已知有19個 亞種。
鵐科包含約300種以種子為食的鳥類，大部分分布於美洲，然而鵐屬 有超過40個成員，僅限於舊世界。在這個屬中，蘆鵐與紅頸葦鵐和葦鵐最為接近，有時被分類於Schoeniclus屬。

### 亞種
已知有19個亞種，包括 E. s. schoeniclus，為 指名亞種，分布於大部分歐洲；E. s. witherbyi，分布於南部 葡萄牙、西部 西班牙、法國及撒丁島；E. s. intermedia，分布於 義大利 和 亞得里亞海 沿岸至西北 阿爾巴尼亞；E. s. reiseri，分布於東南阿爾巴尼亞、西北 希臘、南 北馬其頓 及西部和中部 土耳其；E. s. caspia，分布於東土耳其和西北 伊朗；E. s. korejewi，分布於西南和東伊朗及南 土庫曼；E. s. pyrrhuloides，分布於北部里海地區至西部 蒙古、東南 哈薩克 和中部 天山；E. s. passerina，分布於西北 西伯利亞，冬季遷徙至南亞；E. s. parvirostris，分布於中西伯利亞，冬季遷徙至中國北部；E. s. pyrrhulina，分布於 堪察加 和北部 日本，冬季遷徙至日本中部、韓國及中國東部；E. s. pallidior，分布於西南西伯利亞，冬季遷徙至西南亞；E. s. minor，分布於 俄羅斯遠東地區 和中國東北部，冬季遷徙至中國東部；E. s. ukrainae，分布於烏克蘭及俄羅斯相鄰地區；E. s. incognita，分布於東南 歐洲俄羅斯 至哈薩克北部；以及 E. s. zaidamensis，為 中國 青海西北部的特有種。
中國分布範圍，
- 芦鹀西方亚种（学名：Emberiza schoeniclus incognita）。分布于俄罗斯以及中国大陆的新疆等地。该物种的模式产地在俄罗斯。[8]
- 芦鹀东北亚种（学名：Emberiza schoeniclus minor）。在中国大陆，分布于东北、吉林、辽宁、河北、江苏等地。该物种的模式产地在西伯利亚东南部。[9]
- 芦鹀疆西亚种（学名：Emberiza schoeniclus pallidior）。分布于西伯利亚、伊拉克、伊朗、阿富汗、巴基斯坦、印度以及中国大陆的新疆、甘肃、内蒙古、陕西、江苏、福建、广东等地。该物种的模式产地在俄罗斯Siderli,Turkestan。[10]
- 芦鹀北方亚种（学名：Emberiza schoeniclus parvirostris）。分布于西伯利亚、蒙古以及中国大陆的新疆、青海等地。该物种的模式产地在俄罗斯,Olekminck。[11]
- 芦鹀极北亚种（学名：Emberiza schoeniclus passerina）。分布于西伯利亚、伊朗、蒙古以及中国大陆的新疆等地。该物种的模式产地在俄罗斯,UralBasin。[12]
- 芦鹀新疆亚种（学名：Emberiza schoeniclus pyrrhuloides）。分布于俄罗斯至哈萨克斯坦、蒙古以及中国大陆的新疆、黄河上游、甘肃等地。该物种的模式产地在俄罗斯。[13]
- 芦鹀青海亚种（学名：Emberiza schoeniclus zaidamensis）。在中国大陆，分布于青海等地。该物种的模式产地在柴达木。[14]

## 描述
蘆鵐是一種中等大小的鳥類，長約13.5—15.5 cm（5.3—6.1英寸），喙小而結實，適合食種子。雄鳥頭部和喉部為黑色，頸部有白色領圈，腹部為白色，背部則為深色條紋的棕色。雌鳥顏色較暗淡，頭部呈條紋棕色，下身也有較多的條紋。
雄鳥的歌聲為重複的 srip。

## 行為
牠的天然食物在哺育幼鳥時主要是昆蟲，其他時候則以種子為食。

### 繁殖
繁殖期通常從四月初開始，根據地點和海拔高度不同，直到八月底結束。此物種為 單配偶制。巢由樹枝、草和蘆葦築成，內襯有更細的材料如毛髮、苔蘚和細根，位於灌木叢或蘆葦叢中。每窩產下4至5枚橄欖灰色的卵，卵上有鵐類特有的細長條紋。孵化期為12至15天，幼鳥由雙親共同餵養。

## 現狀
蘆鵐未受全球威脅，並被 國際自然保護聯盟 評為 無危 物種。 歐洲的估計繁殖對數至少為480萬對，主要集中於瑞典、波蘭和挪威。然而，據報蘆鵐在挪威、瑞典、丹麥和德國的數量正在下降。」

## 圖集
- Emberiza schoeniclus

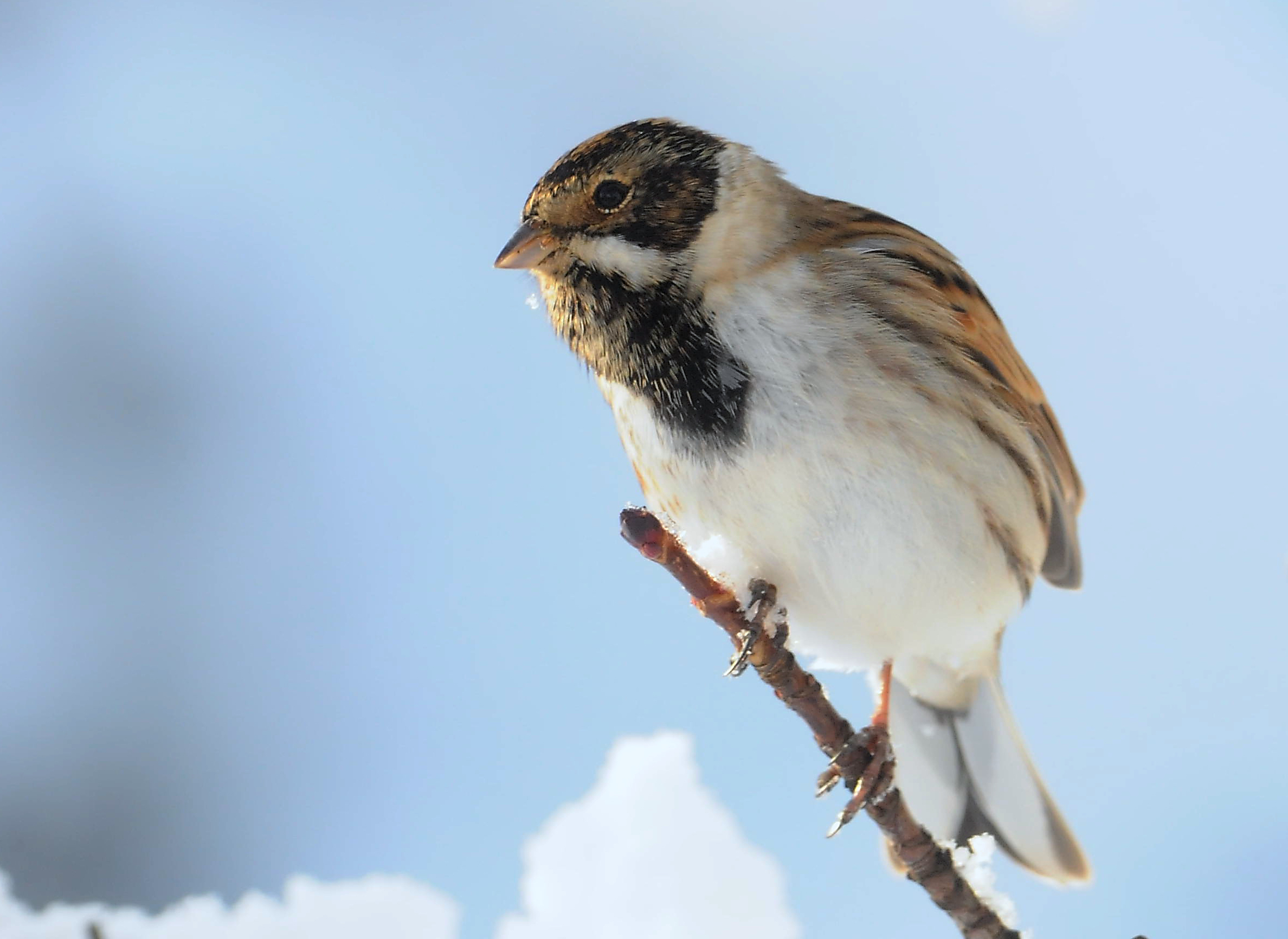
冬季雄鳥, 攝於英國
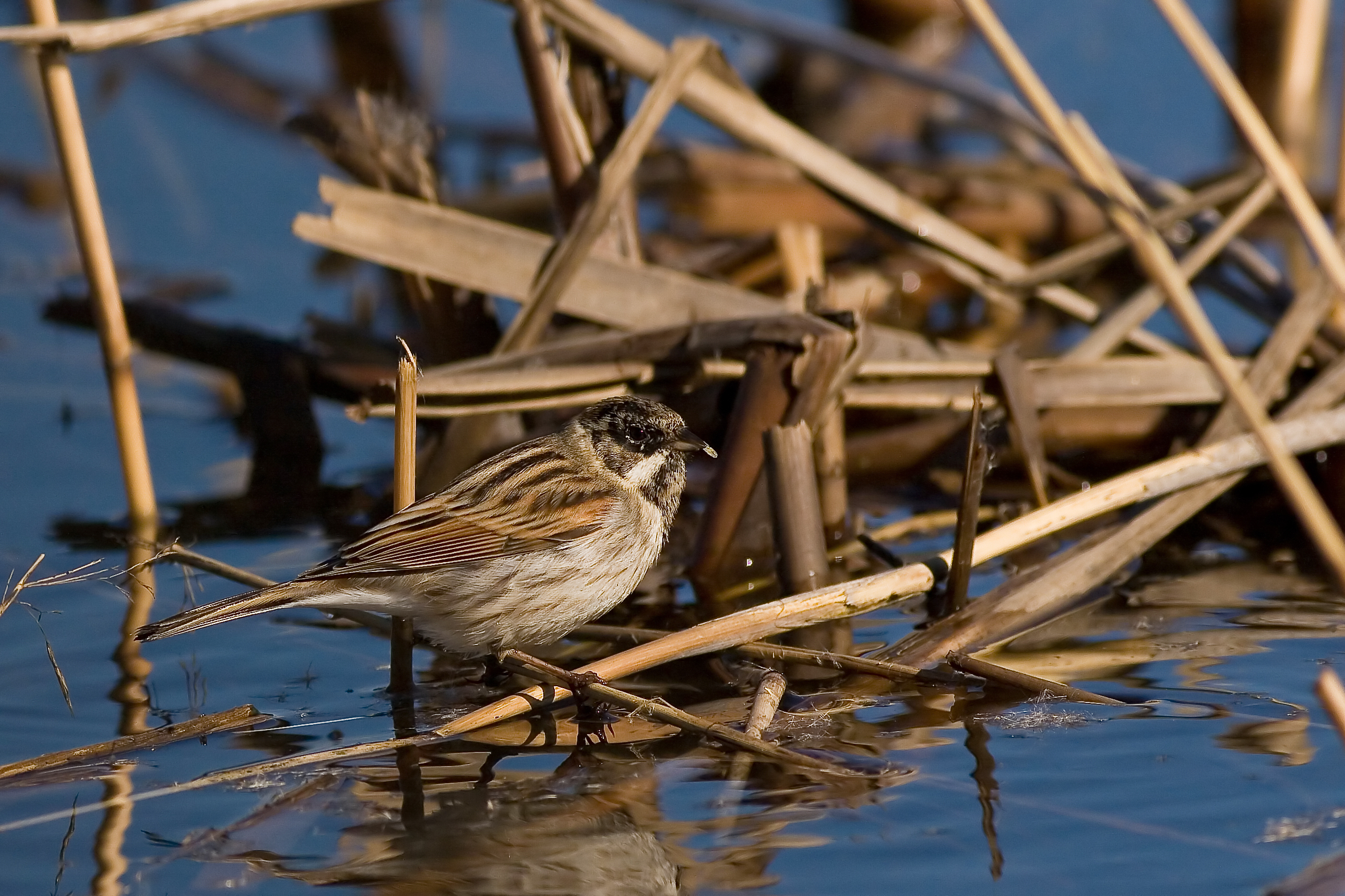
在天然海岸棲息地
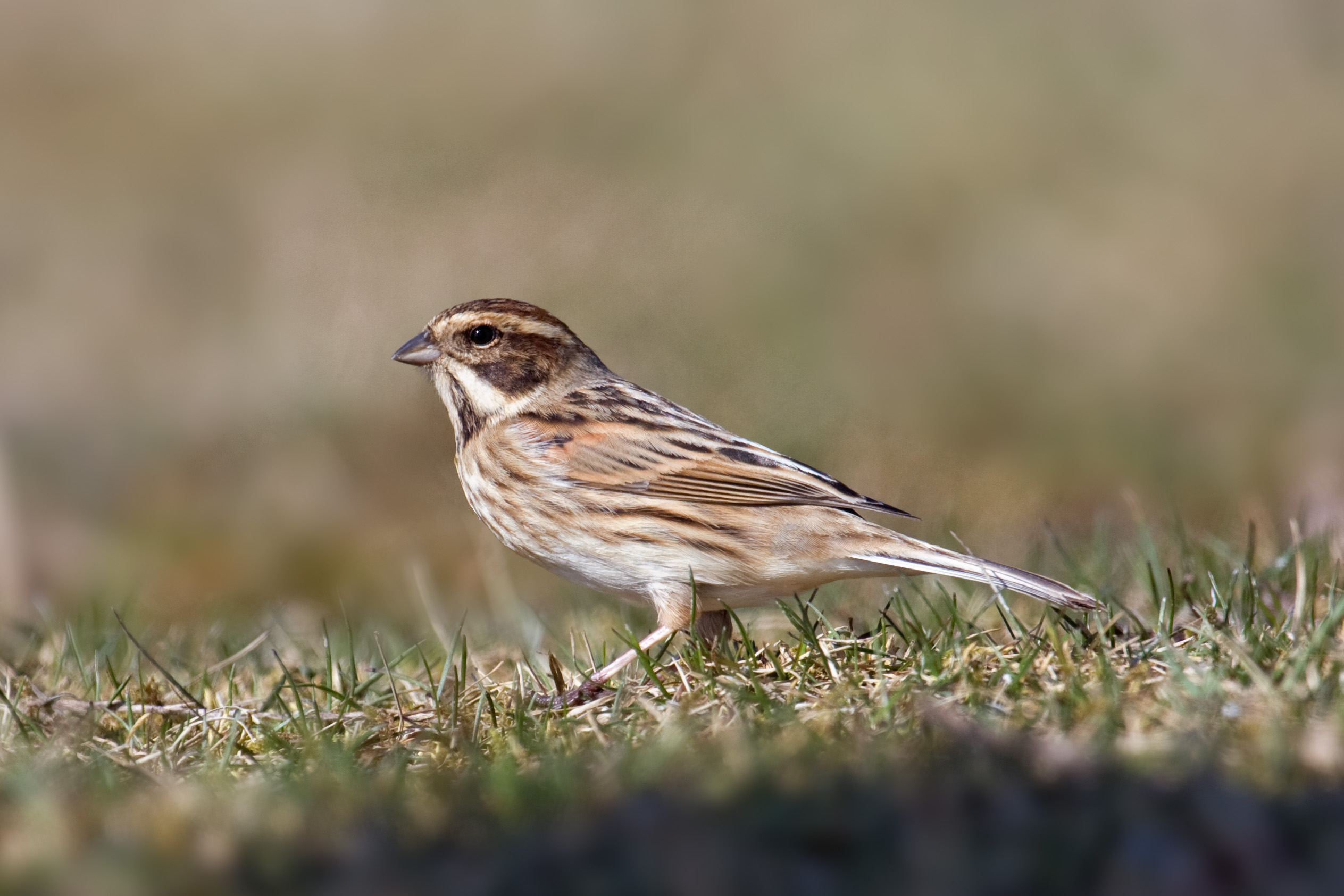
雌鳥
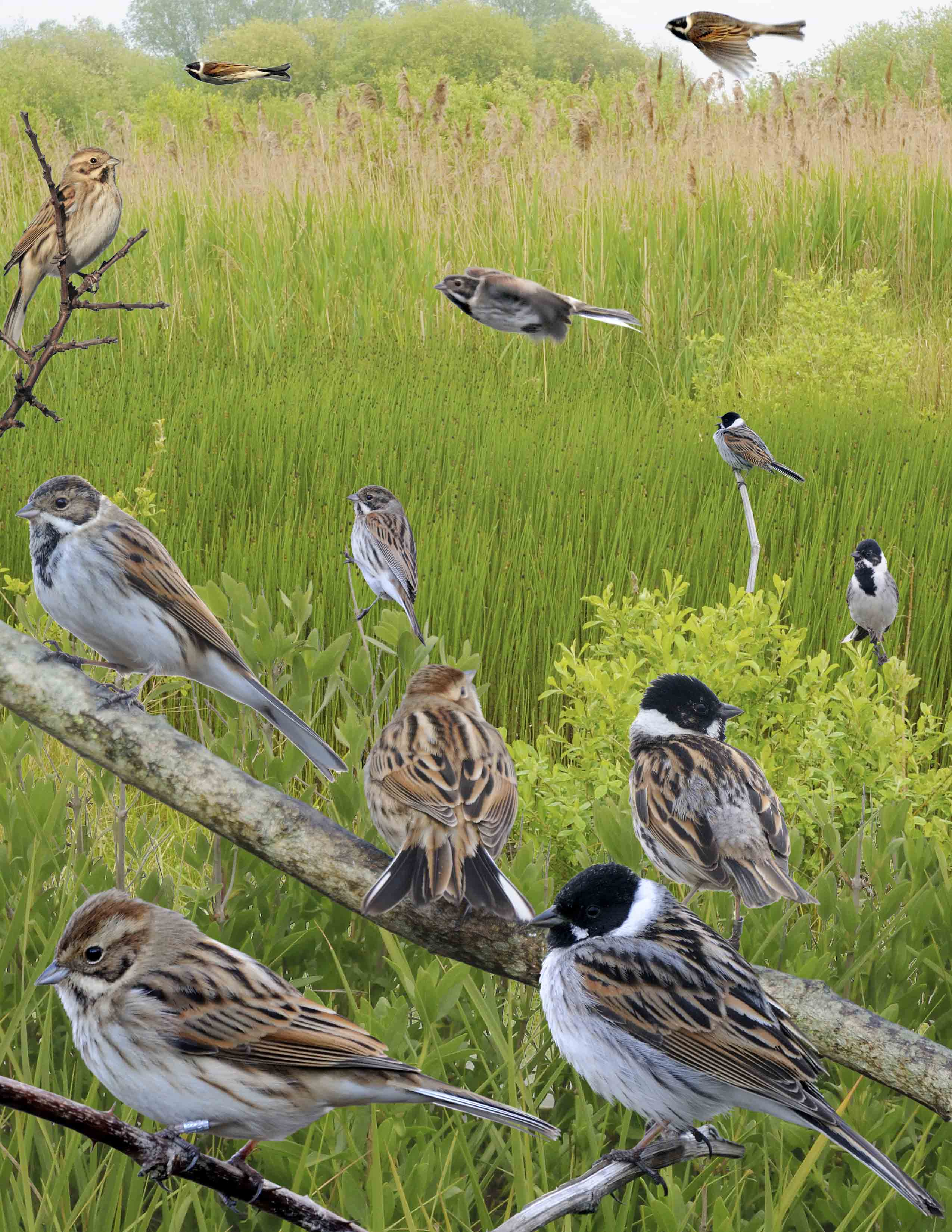
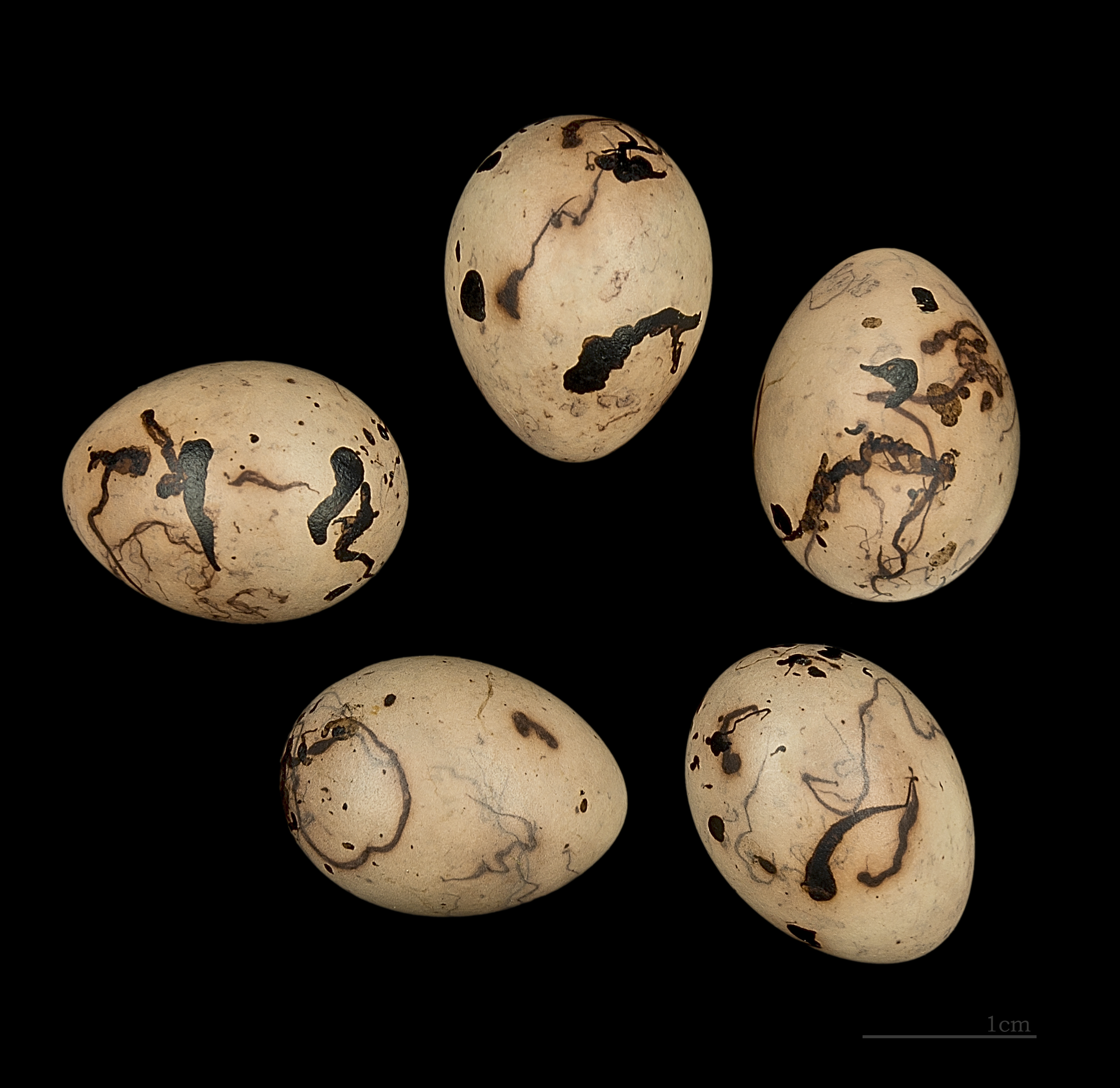
卵
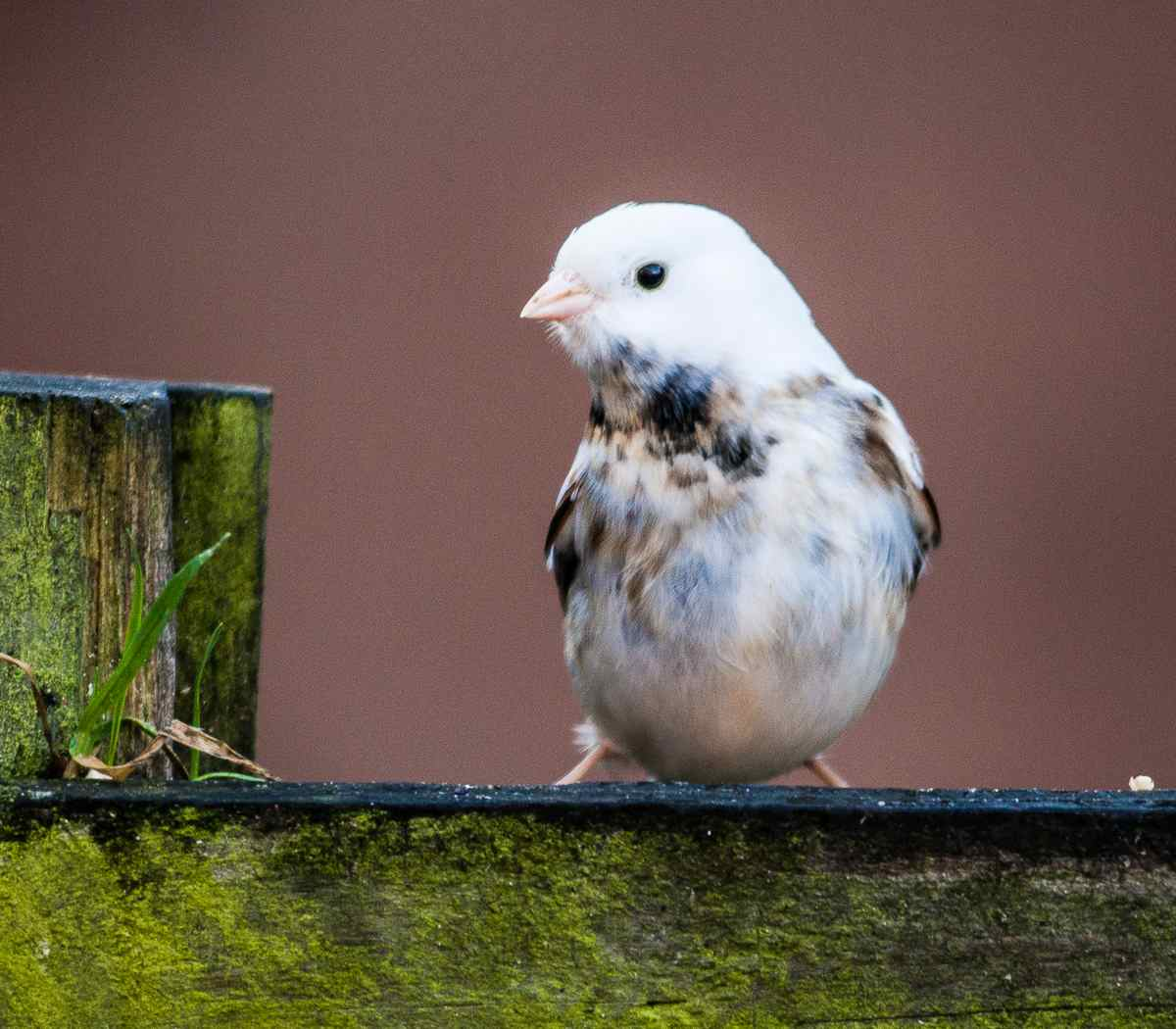
白色蘆鵐